# Tungeln

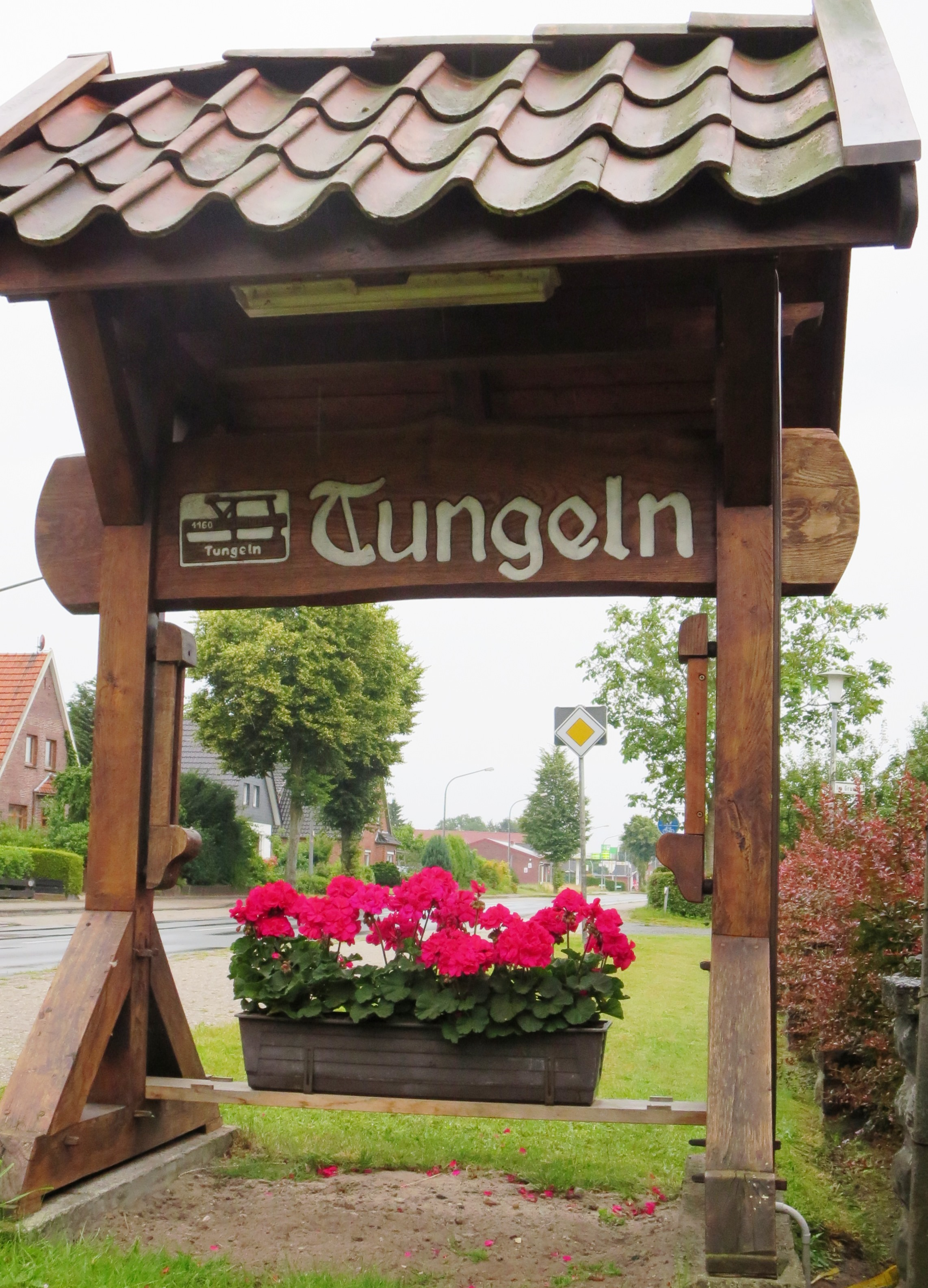
Begrüßung in Tungeln

Ortsplan um 1710 von Traugott Schreber

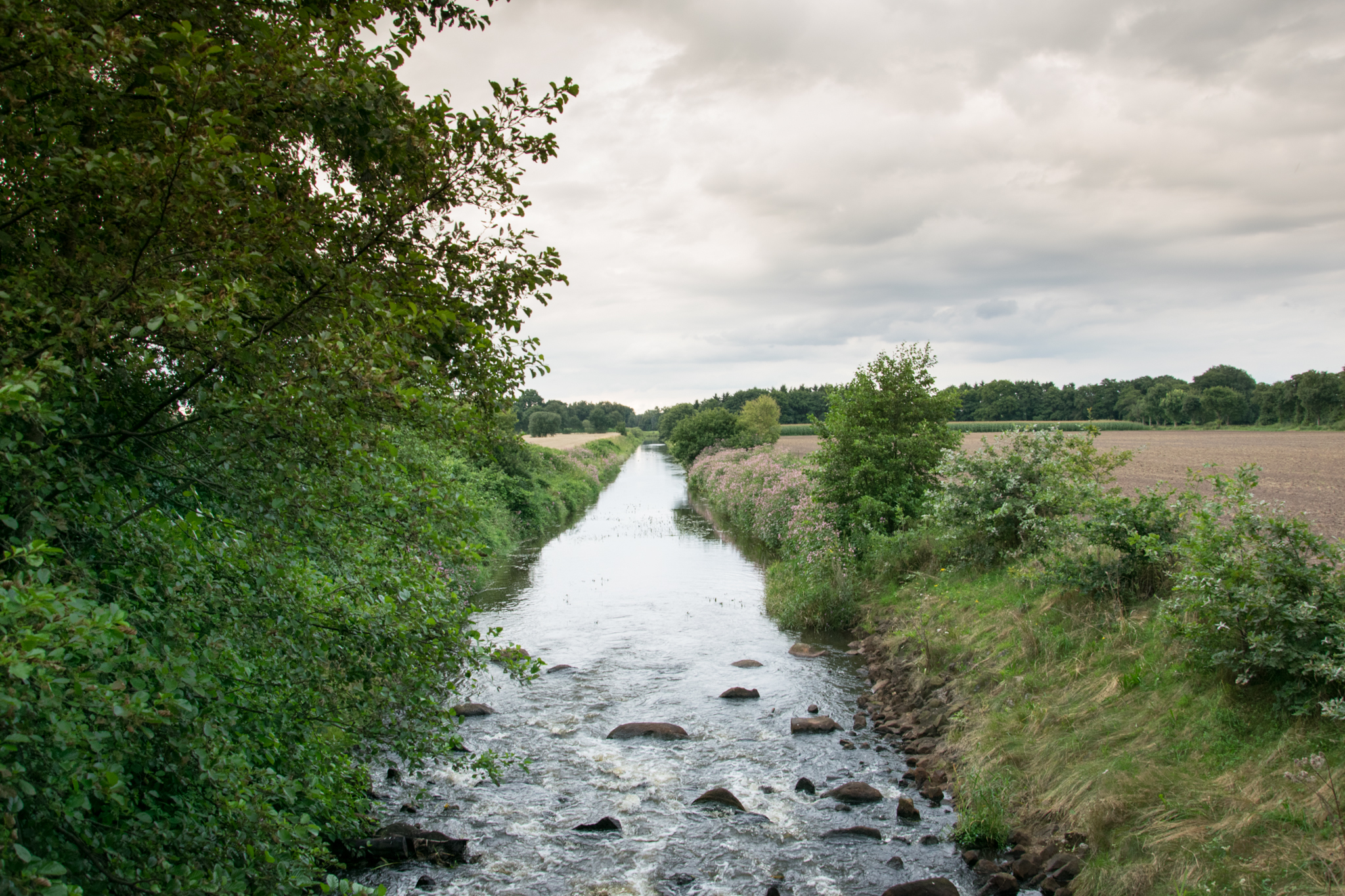
Die Lethe bei Tungeln

Tungeln ist eine aus etwa 1450 Einwohnern bestehende Ortschaft der Gemeinde Wardenburg im Landkreis Oldenburg (Niedersachsen).

## Geografie
Tungeln liegt an der Lethe auf halber Wegstrecke zwischen Oldenburg und Wardenburg. Der Ort breitet sich im Wesentlichen entlang der drei Hauptverkehrsachsen aus:
- Oberlether Straße von Tungeln nach Oberlethe (etwa 4 km),
- Oldenburger Straße von Oldenburg-Kreyenbrück nach Tungeln (2 km) und von dort weiter nach Wardenburg (3 km),
- Hundsmühler Landstraße nach Hundsmühlen (1 km).

## Geschichte
Das heutige Tungeln entwickelte sich aus einem, bedingt durch die Nähe zur Hunte, bereits in der Steinzeit genutzten Siedlungsplatz. Als „Tunglo“ wird es im Jahr 1160 im Zusammenhang mit einer Mühle erstmals urkundlich erwähnt. Der Ortsname Tungeln könnte  sich zurückführen lassen auf „Tunge oder Tange“, eine Landzunge zwischen Gewässern (hier zwischen Hunte und Lethe), und „Loh“ für niederdeutsch für Wald. Es gibt jedoch auch die Version, dass Tungeln abgeleitet wird vom Begriff Züngeln bzw. Schlängeln, was auf die durch Tungeln fließende Lethe zurückzuführen ist, die im Bereich Tungelns einige kräftige Biegungen vollzieht.
Aus Waldbauern wurden über die Jahrhunderte Heidebauern, und aufgrund der geringen Bodenqualität und der Lager zum Grundwasserstand wurde seit Mitte des 19. Jahrhunderts vorwiegend Grünlandwirtschaft und Roggenanbau betrieben. Ihre Blütezeit hatte die landwirtschaftliche Entwicklung um 1860, als 38 Höfe und 260 Einwohner um den alten Ortskern herum zu zählen waren. Heute gibt es nur noch eine wirtschaftende Bauernfamilie im Dorf.

## Wirtschaft und Infrastruktur
Der größte Wirtschaftsbetrieb in Tungeln ist die Firma Schütte Fahrzeugbau GmbH mit etwa 52 Mitarbeitern.
Tungeln wird nahezu halbstündig von Oldenburg aus mit dem Regionalbus 280 der Deutschen Bahn (Weser-Ems-Bus) angefahren. Zudem befindet sich die Ziel- und Endhaltestelle Am Vogelbusch der Buslinie 314, die von der Oldenburger Verkehr und Wasser GmbH betrieben wird, unmittelbar vor dem Ortseingang von Tungeln. Diese Haltestelle wird tagsüber im 30-Minuten-Takt bedient.

## Tourismus und Kultur
Das Dorffest lockte in früheren Jahren an vier Tagen im September viele Menschen – auch aus dem Umland – nach Tungeln. Derzeit findet es nicht statt. Im Winter finden die im gesamten Oldenburger Land bekannten Kohl- und Pinkeltouren statt. Nachbarn, Freunde bzw. die Vereine wandern mit einem bunt geschmückten Bollerwagen, der mit Schluck und Korn (Bier, Glühwein und Schnaps) bestückt ist, auf dem Huntedeich zum Hundsmühler Krug, um dort das deftige Oldenburger Grünkohl- und Pinkelessen zu zelebrieren.
1904 wurde der Sportverein Tungeln gegründet, der heute in den Bereichen Fußball- und Kanusport tätig ist. In der Saison 2008/08 spielte die erste Herrenmannschaft des Vereins in der Kreisliga Oldenburg-Land des Niedersächsischen Fußballverbandes.
In Tungeln besteht ein Ortsverein, der gemeinsam mit dem Sportverein Tungeln jährlich eine Maifeier mit Maibaumsetzen und dem Tanz in den Mai organisiert. Neben diesem Fest richtet der Ortsverein im Jahresverlauf eine Vielzahl weiterer Veranstaltungen für unterschiedliche Altersgruppen aus. Dazu zählen unter anderem das Tannenbaumschreddern, organisierte Motorradtouren, Kranzbinden, ein Doppelkopfturnier, ein Herbstkaffee sowie die Beteiligung an der Umweltaktion „Saubere Landschaft“.

## Söhne und Töchter (Auswahl)
- Diedrich Dannemann (1874–1933), Politiker (NSDAP)